# Soziales Unternehmen

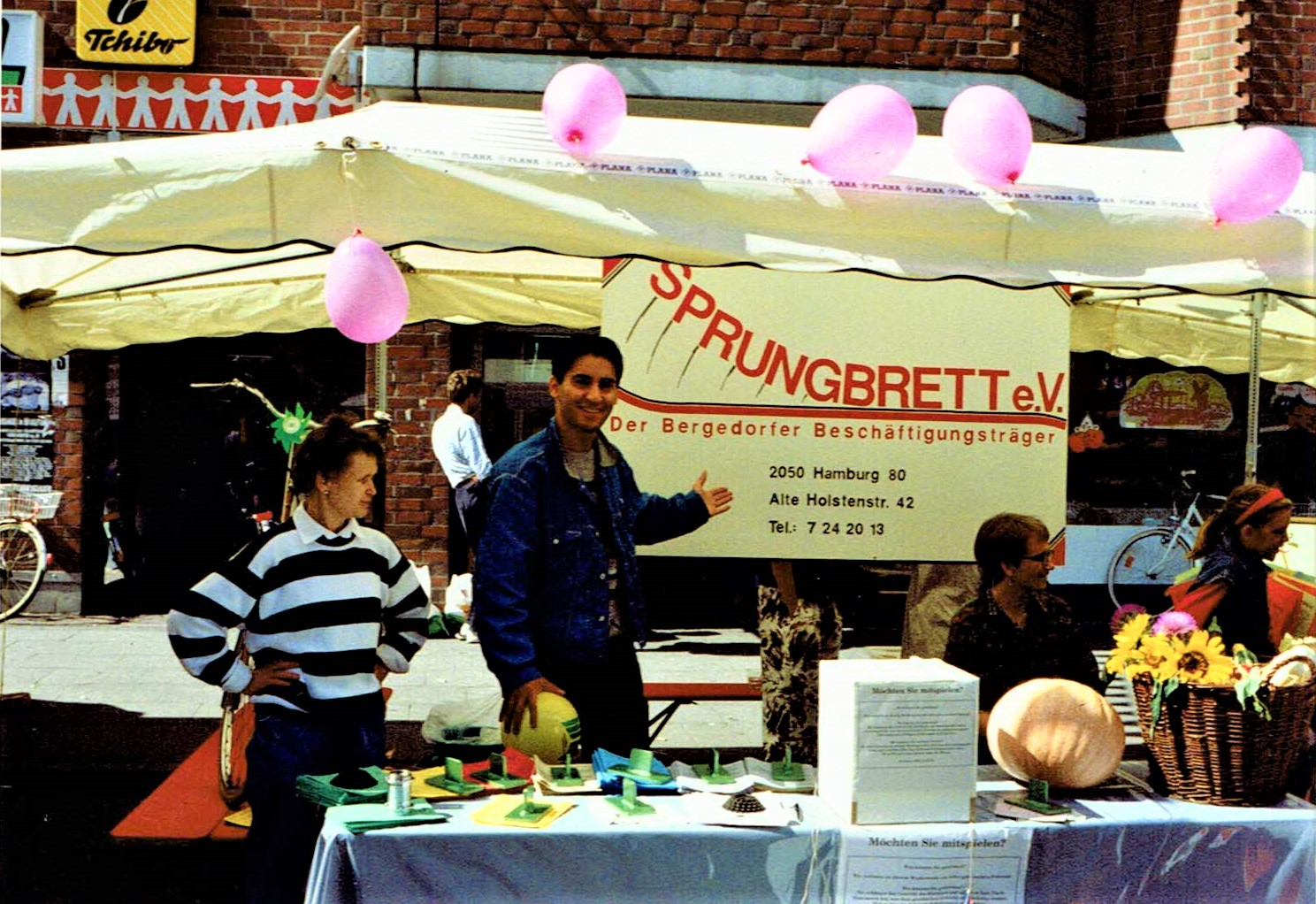
Beschäftigungsträger "Sprungbrett e.V." Info-Stand in Hamburg-Bergedorf um 1995

Als Soziale Unternehmen verstehen sich verschiedene Betriebe und Beschäftigungsträger, die Arbeit, Beschäftigung und Qualifikation für Behinderte, Benachteiligte und andere Zielgruppen der Arbeitsmarktpolitik schaffen wollen.

## Übersicht
Soziale Unternehmen sind zum einen Beschäftigungsträger, die Qualifizierung und befristete Beschäftigung anbieten, zum anderen Integrationsunternehmen, die vom Gesetzgeber bereits dem allgemeinen Arbeitsmarkt zugeordnet wurden.
Darüber hinaus kommen noch folgende Organisationen als soziale Unternehmen in Betracht (Deutschland):
- Unternehmen der Genossenschaftsbewegung,
- Wohlfahrtsorganisationen,
- Stiftungen
- Ideelle Vereinigungen
- Freiwilligendienste bzw. -agenturen
- Alternativ-, Frauen-, Männer- und Umweltbewegung
- Selbsthilfebewegung
- Soziokulturelle Zentren
- Tauschsysteme auf Gegenseitigkeit
- Nachbarschafts- und Gemeinwesenökonomieinitiativen

## Unterschied zu Sozialunternehmen
Sozialunternehmen (Social Entrepreneurs) wollen soziale Probleme mit innovativen unternehmerischen Konzepten lösen. Sie versuchen, die gesellschaftlichen Bedingungen dafür, dass ein soziales Problem besteht, mit unternehmerischen Mitteln zu verändern. Dafür entwickeln sie Geschäftsmodelle, die sich finanziell selber tragen. Das ist nicht immer einfach. Der Grund dafür ist, dass Sozialunternehmer meist in schwierigen gesellschaftlichen Bereichen aktiv sind, die nicht wie klassische Märkte nach Angebot und Nachfrage funktionieren.

## Unterschied zu Verantwortlicher Unternehmensführung
Bei Verantwortlicher Unternehmensführung (Corporate Social Responsibility / CSR) übernehmen Unternehmen ebenfalls gesellschaftliche Verantwortung. Im Vordergrund steht hier allerdings die Frage: Wie kann man seiner sozialen, ökologischen und ökonomischen Verantwortung im Unternehmen gerecht werden. Dabei geht es hier nicht darum, was das Unternehmen „Gutes“ mit seinen Gewinnen tun kann, sondern wie es diese Gewinne erwirtschaftet.